# Richard Fariña
Richard Fariña (* 8. März 1937 in Brooklyn, New York; † 30. April 1966 in Carmel-by-the-Sea, Kalifornien) war ein US-amerikanischer Schriftsteller und Musiker.

## Leben
Fariñas Vater war Kubaner, seine Mutter Irin; seine Kindheit verbrachte er auf Kuba, in Irland und in Brooklyn. Von 1957 bis 1959 studierte er an der Cornell University, wo er Freundschaft mit Thomas Pynchon schloss, und schrieb Gedichte und Kurzgeschichten für die Universitätspostille Cornell Writer, zu deren Herausgebern Pynchon zählte. 1959 wurde er kurzzeitig der Universität verwiesen, weil er an Protesten gegen die prüde Universitätsleitung teilgenommen hatte, die streng über die Sittlichkeit auf dem Campus wachte.
Von 1959 bis 1963 lebte er in New York, London und Paris; 1960 heiratete er die Folksängerin Carolyn Hester. Die Ehe hielt jedoch nicht lange. 
1963 heiratete er Mimi Baez (1945–2001), die Schwester der Folksängerin Joan Baez, und zog mit ihr nach Carmel-by-the-Sea in Kalifornien.

## Musik

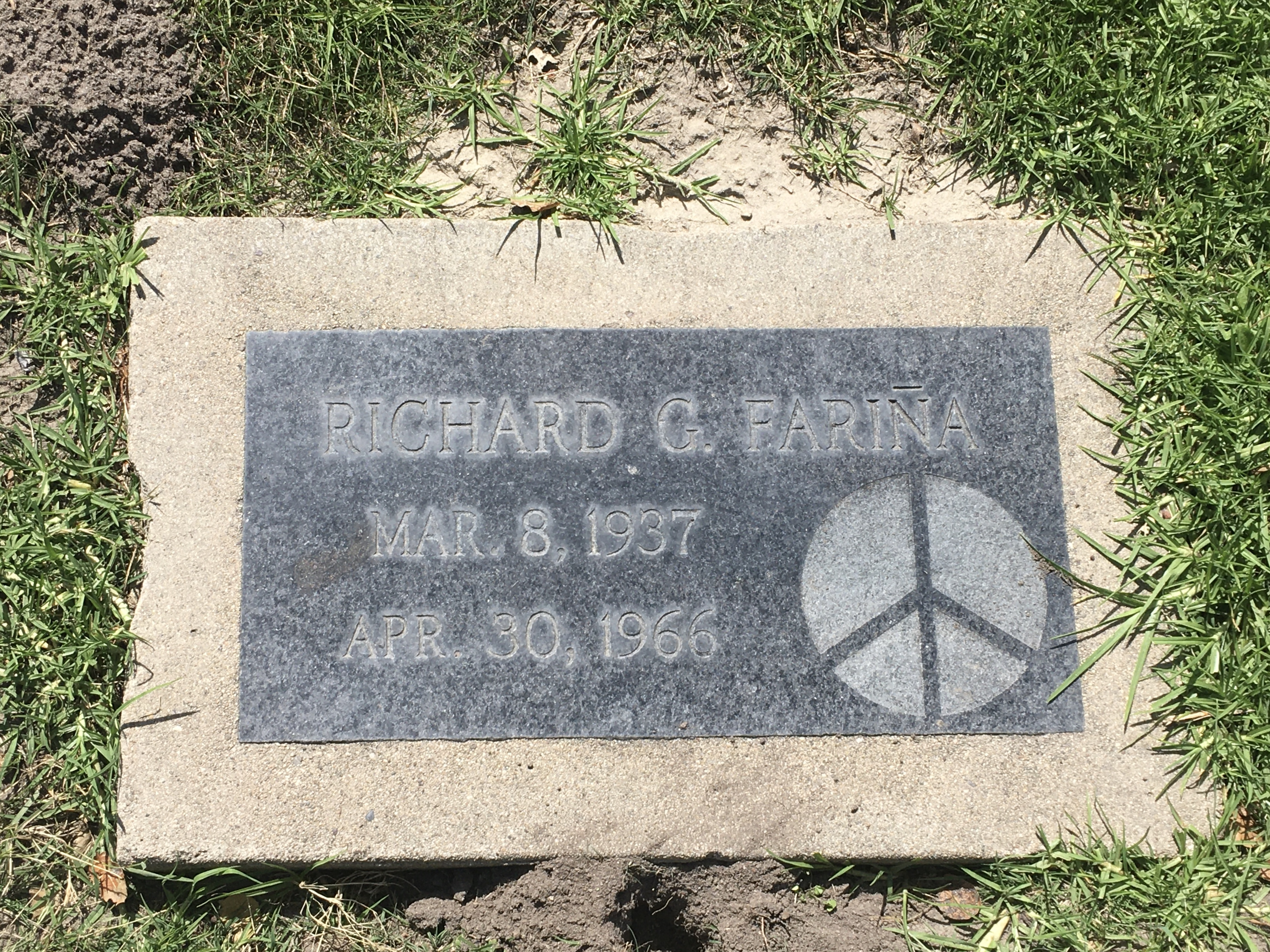
Richard Fariñas Grab in Monterey (Kalifornien)

Von seiner ersten Frau Carolyn Hester lernte Fariña, die mountain dulcimer, ein in Vergessenheit geratenes Zupfinstrument aus den Appalachen, zu spielen und trug wesentlich zu ihrer Wiederbelebung bei. 1963 nahm er mit Eric Von Schmidt sein erstes Folkalbum auf, bei dem auch Bob Dylan mitwirkte.
Nach seiner Hochzeit mit Mimi Baez trat das Paar gemeinsam auf, unter anderem 1965 beim Newport Folk Festival. 1965 veröffentlichten sie zwei Alben, Celebrations for a Grey Day und Reflections in a Crystal Wind.

## Poetik
Fariñas Gedichte und Kurzgeschichten wurden in den frühen 1960er Jahren von verschiedenen Magazinen gedruckt; zudem schrieb er einige Theaterstücke.
1960 begann er mit der Arbeit an seinem ersten Roman Been Down So Long It Looks Like up to Me, der 1966 erschien, und der heute als Klassiker der Beat-Literatur gilt. Dieser Schelmenroman erzählt die Geschichte des Hippies Gnossos Pappadopoulis, der unter anderem an Studentenprotesten und der kubanischen Revolution teilnimmt. 1983 schrieb Pynchon eine persönlich geprägte Einführung für den Roman.
Eine Sammlung seiner bis dahin unveröffentlichten Schriften erschien 1969 unter dem Titel Long Time Coming and a Long Time Gone.

## Tod
Am Samstag, den 30. April 1966, veranstaltete Richard Fariña im Thunderbird Bookstore in Carmel eine Lesung seines vor wenigen Tagen erschienenen Romans Been Down So Long It Looks Like up to Me. Anschließend ging er zur Party seiner Frau Mimi, die an diesem Tag ihren 21. Geburtstag feierte. Unter den Gästen waren auch deren Schwester Pauline und Paulines Freund William „Willie“ E. Hinds aus Pacific Grove, der mit seiner Harley-Davidson gekommen war. Hinds unternahm mit Fariña als Sozius noch eine abendliche Tour mit seinem Motorrad – entlang der Carmel Valley Road in Richtung Cachagua. Dabei verlor er in einer gefährlichen Kurve die Gewalt über das Fahrzeug, so dass Fariña über zwei Zäune und eine Böschung geschleudert wurde. Er war sofort tot, wohingegen Hinds den Unfall überlebte. Wie die Polizei feststellte, hatten beide keine Schutzkleidung und keine Motorradhelme getragen und waren mit deutlich überhöhter Geschwindigkeit gefahren.

## Werke
- Been Down So Long It Looks Like up to Me. New York: Random House, 1966
  - Been down so long it looks like up to me. Einführung Thomas Pynchon. Übersetzung Dirk van Gunsteren. Göttingen: Steidl, 2018
- Long Time Coming and a Long Time Gone. New York: Random House, 1969